# Ordre de l'Étoile de police
L'Ordre de l’Étoile de la Police  (en espagnol : Orden Estrella de la Policia est un ordre honorifique de la Colombie, créé par le décret n°2358 du 9 septembre 1953. Il est décerné au personnel assermenté de la Police nationale de Colombie pour des actes de courage ou pour des services exceptionnels rendus à la communauté, à la police nationale et à la nation. L’Ordre de l’Étoile de la Police peut aussi être décerné au personnel colombien ou étranger qui a rendu des services efficaces à la Police.
Le Président de la république de Colombie porte le titre de grand maître de l’Ordre, le ministre de la Défense nationale celui de Grand chancelier et le Directeur Général de la police nationale celui de Chancelier (article 10). La remise de l’Ordre s’effectue de préférence le 5 novembre de chaque année, Journée nationale de la police (article 12).

## Grades
Depuis le décret n°2612 du 14 octobre 1966, article 2, l’Ordre de l’Étoile de la Police est attribué en six grades :
- Grande étoile civique extraordinaire
- Grande étoile civique ordinaire
- Étoile civique, catégorie « Grand officier »
- Étoile civique, catégorie « Commandeur »
- Étoile civique, catégorie « Officier »
- Étoile civique, catégorie « Compagnon »

La Grande étoile civique extraordinaire n’est décernée qu’aux chefs d'État (article 3). L’étoile a un rayon de 25 millimètres. L’insigne se porte à hauteur de la taille, sur le côté gauche. Sa remise doit se faire devant des troupes et avec les honneurs réglementaires (article 12).
La Grande étoile civique ordinaire est décernée au ministre de la Défense nationale, aux officiers généraux et à la plus haute hiérarchie militaire ecclésiastique. Elle peut aussi être décerné aux membres de l’Institution de toute catégorie ou de tout grade, pour des actes d’héroïsme dans l’accomplissement de leur devoir. L’étoile a un rayon de 25 millimètres. Elle est en or mat, et le reste de l’insigne est en argent. Il se porte à hauteur de la taille, sur le côté gauche.
L’Étoile civique, catégorie « Grand officier », est décernée aux Ministres du Bureau Exécutif, aux chefs des départements administratifs, aux commandants de la force, aux officiers ayant le grade de général de division ou de général de brigade, au directeur général et au directeur adjoint de la police nationale, et aux chefs d’état-major. L’étoile a un rayon de 25 millimètres. Elle est en or, et le reste de l’insigne est en argent. Il se porte au-dessus de la taille, sur le côté droit.
L’Étoile civique, catégorie « Commandeur », est décernée aux officiers supérieurs, aux gouverneurs, aux secrétaires généraux des départements administratifs, au secrétaire général de la police nationale et à l’aumônier général des forces armées. L’étoile a un rayon de 17 millimètres. L’insigne est en argent vieilli. Il se porte suspendu autour du cou.
L’Étoile civique, catégorie « Officier », est décernée aux officiers subalternes, aux employés civils ayant le grade de spécialistes, aux commissaires et aux maires. L’étoile a un rayon de 12 millimètres. L’insigne est en argent brillant. Il se porte sur le côté gauche de la poitrine.
L’Étoile civique, catégorie « Compagnon », est décernée aux sous-officiers, agents et employés civils de la police nationale dans les catégories des adjoints et des auxiliaires. L’étoile a un rayon de 12 millimètres. L’insigne est en bronze. Il se porte sur le côté gauche de la poitrine.
L’insigne de l’Ordre de l'Étoile de police est une étoile à cinq branches, avec les armoiries de la Colombie au centre, inscrite dans un pentagone régulier. La circonférence extérieure comporte deux branches de laurier divergentes à sa partie inférieure, s’étendant aux deux tiers de la circonférence, et le troisième tiers comporte un double anneau métallique qui porte la devise en latin « Vis Juri Deserviat ». Dans la circonférence qui délimite l’étoile, il y a une croix de Malte avec des champs émaillés en vert. Sur le revers et à l’intérieur de la circonférence est gravé le grade dans l’Ordre (article 4).
Le ruban de l’Ordre est large de 3 centimètres, fait de soie moirée dans les couleurs blanc et vert (article 4) .